# なにわ野菜
なにわ野菜（なにわやさい）とは、主に現在の大阪府で伝統的に生産されてきた野菜の在来品種。
大阪は江戸時代から「天下の台所」とよばれ、独特の食文化が栄えてきたが、都市化によって栽培されていた在来品種がすたれていった。こうした背景を見直し復活をかけた活動として、大阪府は2005年に「なにわの伝統野菜」（なにわ伝統野菜）の認証制度を定め、おおむね100年以上前から府内で栽培されていることや、品種の来歴が明らかでありそれが府内に由来することなどを基準として、21品目を挙げている。2006年には府と府内の消費者団体によるおおさか食べ歩き推進協議会は、なにわ野菜を含む大阪産品を「大阪産（）」と名付け、統一ブランドマークを制定し、同年には府は全国農業協同組合連合会府本部（JA全農大阪）と共同で、東アジア・東南アジア市場でのなにわ野菜の普及に着手した。関西大学の高橋隆博らは「なにわ野菜も文化遺産の一つ」と位置づけ同大学の「なにわ・大阪文化遺産学研究センター」においてなにわ野菜の栽培を行っている。

## 一覧
キュウリ
- 毛馬胡瓜（）（大阪市都島区） - 大阪府認定の「なにわの伝統野菜」[5]。江戸時代から毛馬など淀川流域の砂地で栽培され、奈良漬け用に用いられたものの、戦後になって栽培が衰退した[8]。黒イボ系キュウリで、果実の下3分の2は淡緑白色[3]。

シロウリ
- 玉造黒門越瓜（）（大阪市中央区玉造） - 大阪府認定の「なにわの伝統野菜」[5]。江戸時代よりかす漬けに用いられ、名産として知られていたという。「黒門」の名は大阪城玉造門が黒塗りであったことに由来する。[9]
- 服部越瓜（）（高槻市） - 大阪府認定の「なにわの伝統野菜」[5]。

カボチャ
- 勝間南瓜（）（大阪市） - 大阪府認定の「なにわの伝統野菜」[5]。

カブ
- 天王寺蕪（）（大阪市天王寺区・阿倍野区） - 大阪府認定の「なにわの伝統野菜」[5]。江戸時代から明治時代にかけて天王寺村の特産として全国に出荷され、与謝蕪村の句の題材にもなっている。18世紀中ごろに天王寺かぶらの種子が信州に移入されたものが野沢菜であるとされる[10][11]。「浮き蕪」ともよばれていた[3]。

葉菜類
- 大阪しろな（）別名天満菜（大阪市北区） - 大阪府認定の「なにわの伝統野菜」[5]。
- 高山真菜（）（豊能町） - 大阪府認定の「なにわの伝統野菜」[5]。

ダイコン
- 田辺大根（大阪市東住吉区[11]） - 大阪府認定の「なにわの伝統野菜」[5]。
- 守口大根（守口市） - 大阪府認定の「なにわの伝統野菜」[5]。20世紀初頭までは大阪市・守口市の淀川流域で育てられたものの、2010年代には愛知県・岐阜県産が主流となっている。[12]

ナス
- 鳥飼茄子（）（摂津市鳥飼地区） - 大阪府認定の「なにわの伝統野菜」[5]。淀川と安威川に挟まれた水気の多い土地でよく育ち、江戸時代には特産品として定着したが、戦時中に生産が途絶えた。1994年より摂津市が保存事業として栽培を再開した。[13]
- 水なす（）（大阪市・貝塚市） - 室町時代の庭訓往来にはすでに現在の貝塚市で水ナスが栽培されていることが記録されている。[14][15]

ニンジン
- 金時人参（大阪市） - 大阪府認定の「なにわの伝統野菜」[5]。江戸時代から大阪市浪速区付近で栽培されており「大阪人参」とよばれていた[3]。

クワイ
- 吹田慈姑（）（吹田市）[16] - 大阪府認定の「なにわの伝統野菜」[5]。

ウド
- 三島独活（）（茨木市千提寺地区[17]） - 大阪府認定の「なにわの伝統野菜」[5]。

ゴボウ
- 高山牛蒡（）（豊能町） - 大阪府認定の「なにわの伝統野菜」[5]。
- 八尾若ごぼう（八尾市） - 江戸時代に上町台地で作られていたものが大正時代に八尾市に入ったもので、戦後は八尾が主な産地となった[18]。

レンコン
- 河内蓮根（）（門真市） - 門真周辺は低湿地が多く、稲作の代わりに蓮根が栽培された。江戸時代には年貢がかけられたほか、奈良に売り出されもした。大正時代に入り石川県・岡山県の品種を移入したものが河内蓮根として流通されるようになった。[19]

タマネギ
- 泉州黄玉葱（）（岸和田市・貝塚市・泉佐野市・泉南市・田尻町） - 大阪府認定の「なにわの伝統野菜」[5]。

シソ
- 芽紫蘇（）（大阪市） - 大阪府認定の「なにわの伝統野菜」[5]。

エンドウ
- 碓井豌豆（）（羽曳野市） - 大阪府認定の「なにわの伝統野菜」[5]。明治時代にアメリカから羽曳野市碓井地区に渡った種を改良した品種[3]。

ネギ
- 難波葱（）（大阪市） - 大阪府認定の「なにわの伝統野菜」[5]。九条葱の原種とされる。[20]

## ブランドとしての認定基準
大阪には「なにわの伝統野菜」の価値を見直して、その振興・ブランド化を図るために大阪市の間で統一の認証制度について一本化された認証制度が発足させた。認証基準は以下3つの基準を全て満たすものであること。
- 概ね100年前から大阪府内で栽培されてきた野菜であること
- 苗、種子等の来歴が明らかで大阪独自の品目、品種であり、栽培に供する苗、種子等の確保が可能なこと
- 府内で生産されていること